# Pelc (priimek)
Pelc je priimek več znanih Slovencev:
- Janez Pelc. plavalec
- Jožef Pelc, rimskokatoliški duhovnik
- Julija Pelc, psihoterapevtka
- Matjaž Pelc (*1971), balinar
- Stanko Pelc (*1957), geograf, univerzitetni učitelj
- Viktor Pelc, prejemnik Bloudkove plakete